# Egon Zakrajšek
Egon Zakrajšek (ur. 7 lipca 1941 w Lublanie, zm. we wrześniu 2002) – słoweński matematyk i informatyk. Zakrajšek był pionierem informatyki w Słowenii.